# Meteorus quimbayensis
Meteorus quimbayensis (лат.) — вид паразитических наездников рода Meteorus из семейства Braconidae. Неотропика (Колумбия, Эквадор).

## Описание
Мелкие наездники. Основная окраска тела коричневая с жёлтыми и тёмными отметинами. От близких видов отличаются следующими признаками: усики с кольцами-аннули; голова и мезосома в основном чёрные; мандибулы умеренно закручены; нотаули глубоко вдавлены и отчетливы, коготки лапок с небольшой лопастью; на первом тергите брюшка имеется дорсопе. Первый брюшной тергит стебельчатый (петиоль короткий). Нижнегубные щупики состоят из 3 сегментов. Трохантеллюс (2-й вертлуг) отделён от бедра. В переднем крыле развита 2-я радиомедиальная жилка. Предположительно, как и другие виды рода эндопаразитоиды гусениц бабочек или личинок жуков. Вид был впервые описан в 2011 году американскими энтомологами Helmuth Aguirre и Scott Richard Shaw (University of Wyoming, Department of Ecosystem Science and Management, Laramie, Вайоминг, США).